# 柯蒂斯敦 (夏威夷州)
柯蒂斯敦（英語：Kurtistown）是位於美國夏威夷州夏威夷縣的一個人口普查指定地區。

## 地理
柯蒂斯敦的座標為19°35′26″N 155°04′13″W / 19.59056°N 155.07028°W，而該地最高點為海拔高度193米（即633英尺）。

## 人口
根據2010年美國人口普查的數據，柯蒂斯敦的面積為15.40平方千米，均為陸地。當地共有人口1298人，而人口密度為每平方千米84人。